# Albert Grégoire
Albert Elie Grégoire (Châtelineau, 6 januari 1915 - 29 april 1978) was een Belgisch volksvertegenwoordiger en senator.

## Levensloop
Grégoire studeerde in 1936 af aan de normaalschool van Couvin. Hij was onderwijzer tot in 1950 en werd toen studiemeester in een rijksnormaalschool.
In 1952 werd hij voor de PSB verkozen tot gemeenteraadslid van Nismes en was van 1958 tot 1964 schepen van deze gemeente.
Van 1958 tot 1968 en van 1971 tot 1977 zetelde Grégoire voor het arrondissement Dinant-Philippeville in de Kamer van volksvertegenwoordigers. Van 1968 tot 1971 was hij gecoöpteerd senator in de Belgische Senaat.